# Mélanie Lesaffre
Mélanie Lesaffre (19 de septiembre de 1990) es una deportista francesa que compitió en lucha libre. Ganó una medalla de bronce en el Campeonato Europeo de Lucha de 2010, en la categoría de 48 kg.

## Palmarés internacional
| Campeonato Europeo | Campeonato Europeo | Campeonato Europeo | Campeonato Europeo |
| Año                | Lugar              | Medalla            | Categoría          |
| ------------------ | ------------------ | ------------------ | ------------------ |
| 2010               | Bakú (Azerbaiyán)  | Medalla de bronce  | 48 kg              |